# کاکتوس براق
کاکتوس بَرّاق (انگلیسی: Escontria) گونه‌ای از کاکتوس است.
زیستگاه این گونه، مکزیک (گررو، میچوآکان، اوآخاکا، جنوب پوئبلا) است.